# Attrezzo da cucina

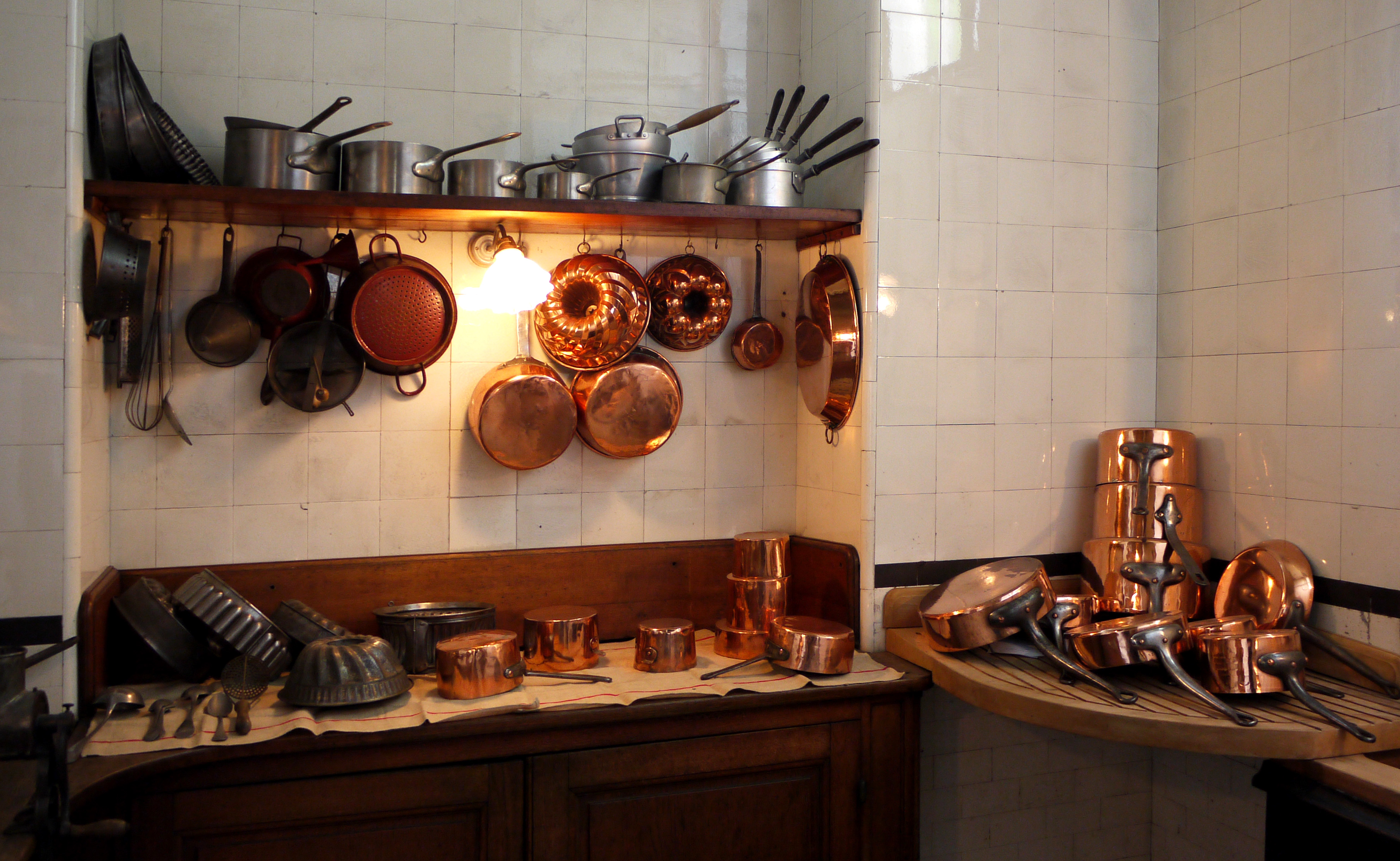
Un'esposizione di una batteria da cucina, dall'inizio del XX secolo, al Musée Cernuschi a Parigi.

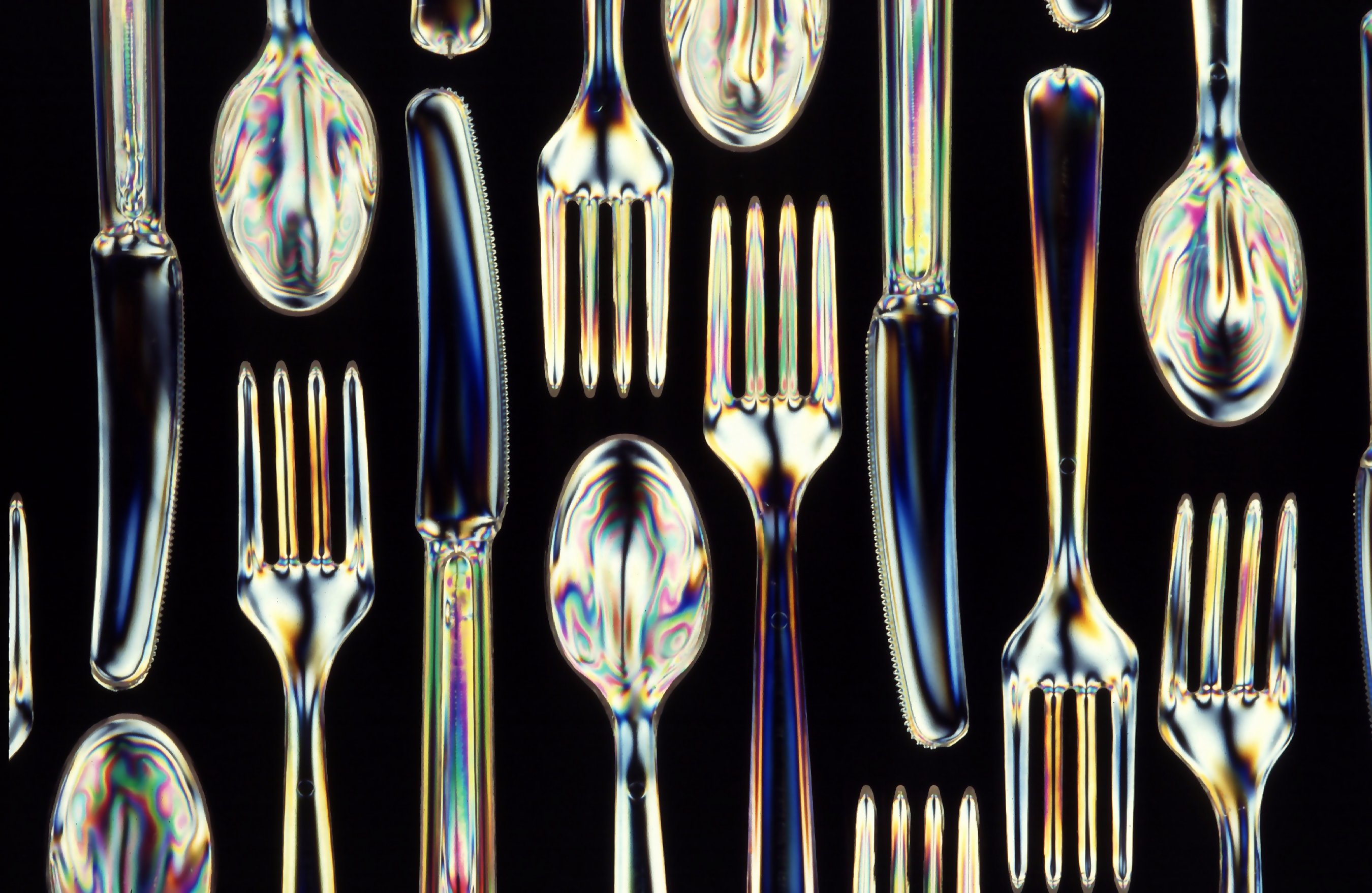
Utensili di plastica biodegradabile fatti di bioplastica

Un attrezzo da cucina o utensile da cucina è un attrezzo o utensile a mano, normalmente di piccole dimensioni, che si usa in cucina, per funzioni legate al cibo. Gli attrezzi da cucina sono di vari tipi, spesso indicati con nomi specifici: pentole, recipienti (generalmente muniti di coperchio e di due manici laterali) usati per cuocere le vivande; posate, utensili (in particolare cucchiaio, coltello, forchetta) che si usano per maneggiare le vivande in cucina e a tavola; stoviglie, vasellame per la cucina e la tavola; recipienti da forno, attrezzi (tortiere, pirofile, teglie, piastre, ecc.) che si usano dentro i forni.
Le posate sono una categoria di attrezzi che rientra sia tra gli utensili da cucina sia tra gli utensili per mangiare (ossia da tavola). Ad esempio, i coltelli (e altri attrezzi per tagliare) possono essere usati sia durante la preparazione dei piatti in cucina, sia per dividere, prendere e portare alla bocca il cibo quando si mangia.
Per alcuni tipi di utensili da cucina i nomi fanno riferimento ai materiali di cui sono composti: ceramiche (tra le quali rientrano anche le argille, le terrecotte e le porcellane), utensili di uso domestico (per lo più vasellame) fatti di ceramica; argenteria, attrezzi (sia da cucina sia da tavola) fatti d'argento; vetreria, attrezzi (sia da cucina sia da tavola) fatti di vetro; cristalleria, utensili (per lo più da tavola) fatti di cristallo; e così via. È comunque da notare che queste categorie sono di carattere generale e includono oggetti — fatti di vetro, argento, ceramica, ecc. — che non sono necessariamente attrezzi da cucina.

## Scienza dei materiali
Benjamin Thompson notò all'inizio del XVIII secolo che gli attrezzi da cucina erano fatti comunemente di rame, con vari accorgimenti adottati per impedire al rame di reagire con il cibo (in particolare con i suoi componenti acidi) alle temperature usate per cuocere, tra i quali la stagnatura, la smaltatura e la laccatura. Egli osservò che il ferro era stato usato come sostituto, e che molti attrezzi erano fatti di terracotta. Alla svolta del XX secolo, Maria Parloa notò che gli utensili da cucina erano fatti di ferro e acciaio (stagnati o smaltati), rame, nickel, argento, latta, argilla, terracotta e alluminio. Quest'ultimo, l'alluminio, divenne un materiale popolare per gli utensili da cucina nel XX secolo.

### Rame
Il rame ha una buona conducibilità termica e gli utensili di rame sono al tempo stesso duraturi e di aspetto gradevole. Tuttavia, presentano anche una serie di inconvenienti: sono relativamente più pesanti degli utensili fatti con altri materiali, richiedono una pulizia scrupolosa per rimuovere i composti velenosi dell'ossidazione, e non sono adatti per i cibi acidi.

### Ferro
Il ferro è più propenso ad arrugginire del rame (stagnato). Gli attrezzi da cucina di ghisa, in particolare, sono tuttavia meno propensi ad arrugginire, se dopo l'uso, invece di sfregarli fino a renderli lucidi, vengono semplicemente lavati con acqua e detersivo e asciugati con un panno, permettendo all'attrezzo di formare una patina (spesso di ferro già corroso o di altro materiale) che poi agisce per impedire l'ulteriore corrosione (un processo noto come stagionatura). Inoltre, se un utensile di ferro si usa unicamente per friggere o cuocere con grasso od olio, la corrosione si può ridurre non riscaldando mai l'acqua con quel recipiente, non usandolo mai per cuocere con acqua e, quando lo si lava con acqua, asciugandolo immediatamente dopo, togliendo tutta l'acqua. Poiché l'olio e l'acqua sono immiscibili, in quanto oli e grassi sono composti covalenti, e poiché sono i composti ionici come l'acqua che favoriscono la corrosione, eliminare quanto più il contatto con l'acqua riduce la corrosione. Per alcuni utensili da cucina in ferro, l'acqua è un problema notevole, poiché è molto difficile asciugarli completamente. In particolare, gli sbattiuova o le gelatiere di ferro sono complicati da asciugare, e la ruggine che si forma se rimangono umidi li renderà ruvidi e forse li intaserà completamente. Quando si ripongono attrezzi di ferro per lunghi periodi, van Rensselaer raccomandava di ricoprirli di grasso o paraffina non salati (poiché anche il sale è un composto ionico).
Gli attrezzi di ferro hanno pochi problemi con le alte temperature di cottura, sono semplici da pulire in quanto diventano levigati con il lungo uso, sono duraturi e relativamente forti (cioè non sono propensi a spezzarsi come, ad esempio, le ceramiche), e tengono bene il calore. Tuttavia, come notato, arrugginiscono relativamente facilmente.

### Ceramiche e smalti
Gli utensili di ceramica soffrono di fragilità quando sono sottoposti a rapidi e grandi cambiamenti di temperatura, come accade comunemente nella cottura, e la smaltatura delle terrecotte spesso contiene piombo, che è velenoso. Thompson notava che in conseguenza di questo l'uso di tali ceramiche smaltate nella cottura o perfino nella conservazione di cibi acidi fu proibito per legge in alcuni paesi. Van Rensselaer propose nel 1919 che una prova per il contenuto di piombo nelle ceramiche era di lasciar stare un uovo sbattuto nell'attrezzo per qualche minuto e osservare per vedere se si scoloriva, il che è segno che potrebbe essere presente piombo.
In aggiunta ai problemi dello stress termico, gli utensili di smalto richiedono un maneggio prudente, al pari degli oggetti di vetro, perché sono propensi a scheggiarsi. Ma gli utensili di smalto non sono colpiti dai cibi acidi, sono duraturi e si puliscono facilmente. Tuttavia, non possono essere usati con alcali forti.
Gli utensili di ceramica, porcellana e di terracotta si possono usare sia per cuocere che per servire il cibo, e in tal modo risparmiare sul lavaggio di due serie di utensili. Essi sono duraturi e (nota van Rensselaer) "eccellenti per la cottura lenta, uniforme a calore costante, come la cottura lenta al forno". Tuttavia, essi sono relativamente inadatti per cuocere usando un calore diretto, come la cottura su una fiamma.

### Alluminio
James Frank Breazeale nel 1918 opinava che l'alluminio "è senza dubbio il miglior materiale per gli utensili da cucina", notando che è "tanto superiore agli oggetti smaltati quanto questi lo sono al ferro o alla latta di una volta". Egli però attenuò la sua raccomandazione di sostituire gli utensili consumati di latta o smaltati con quelli di alluminio, notando che "le padelle o gli anelli per dolci di ferro nero fuori moda, levigati all'interno o resi lisci dal lungo uso, sono, tuttavia, superiori a quelli di alluminio".
I vantaggi dell'alluminio sugli altri materiali per gli utensili da cucina sono la sua buona conducibilità termica (che è approssimativamente un ordine di grandezza superiore a quella dell'acciaio), il fatto che sia largamente non reattivo con gli alimenti alle basse e alte temperature, la sua bassa tossicità, e il fatto che i prodotti della sua corrosione siano bianchi e così (diversamente dai prodotti scuri della corrosione, ad esempio, del ferro) non macchiano il cibo con cui capita loro di mescolarsi durante la cottura. Tuttavia, i suoi svantaggi sono che si macchia facilmente, può essere dissolto da cibi acidi (in misura comparativamente minore), e reagisce ai detersivi alcalini se sono usati per pulire un utensile.

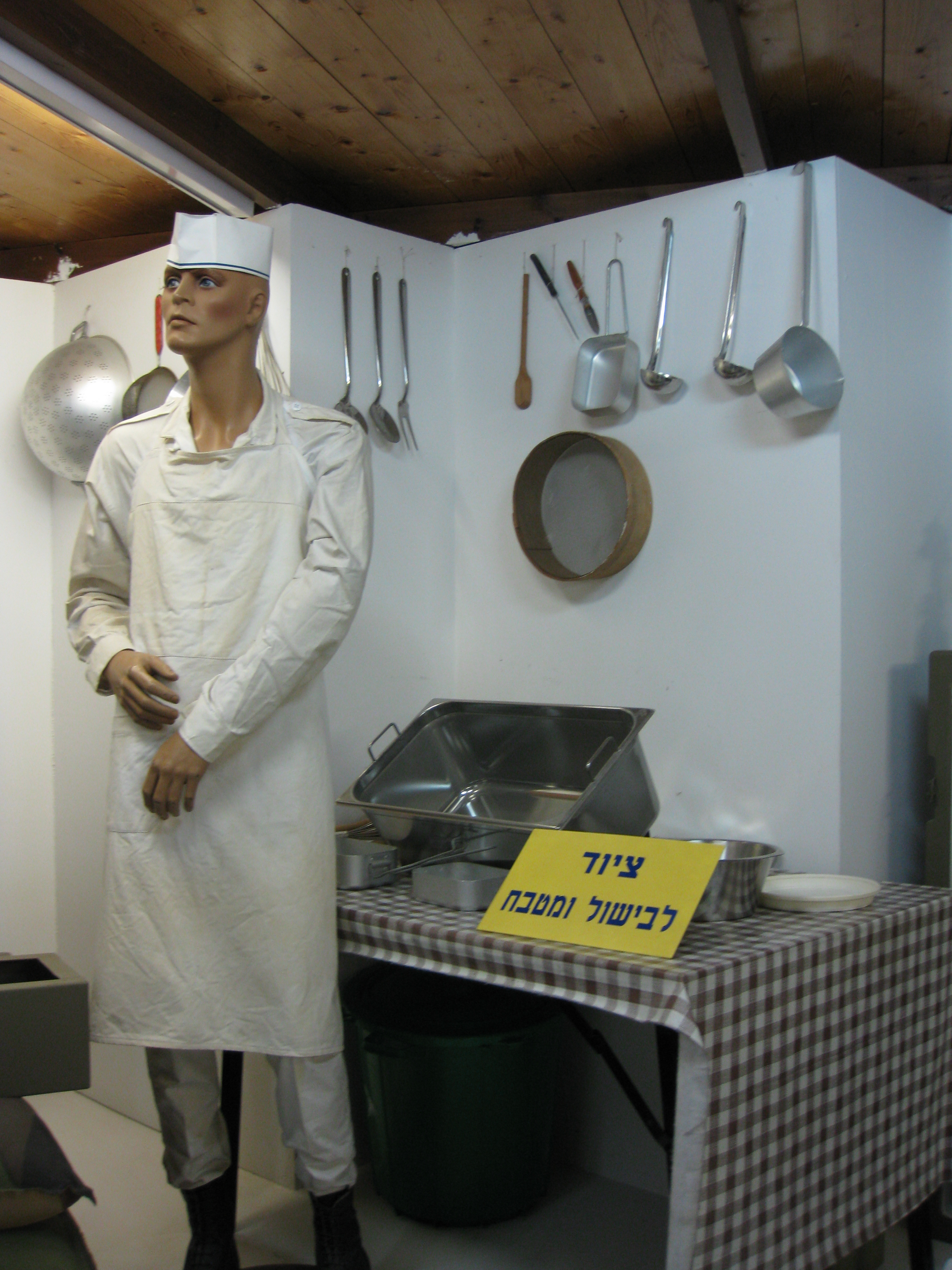
Un'esposizione degli attrezzi da cucina delle Forze di difesa israeliane presso il Museo Batey ha-Osef di Tel Aviv.

Nell'Unione europea la costruzione di attrezzi da cucina fatti di alluminio è regolata da due normative europee: EN 601 (Alluminio e leghe di alluminio — Getti — Composizione chimica di getti destinati a venire in contatto con gli alimenti) ed EN 602 (Alluminio e leghe di alluminio — Prodotti lavorati — Composizione chimica dei semilavorati usati per la fabbricazione di oggetti destinati a venire in contatto con gli alimenti). Queste definiscono i valori massimi per le percentuali (rispetto alla massa) delle impurità o degli elementi aggiunti, diversi dall'alluminio, presenti in tali prodotti, nel modo seguente:
Alluminio non legato
- ferro e silicio: meno dell'1%
- cromo, manganese, nichel, zinco, titanio, stagno: meno dello 0,1% ciascuno
- rame: meno dello 0,1% (o memo dello 0,2% se le proporzioni del cromo e del manganese non eccedono entrambe lo 0,05%)
- altri elementi: meno dello 0,05%

Alluminio legato
- silicio: meno del 13,5%
- ferro: meno del 2%
- rame: meno dello 0,6%
- manganese: meno del 4%
- magnesio: meno dell'11% (meno del 5% negli utensili per la cottura a pressione)
- cromo: meno dello 0,35%
- nichel: meno del 3%
- zinco: meno dello 0,25%
- antimonio: meno dello 0,2%
- stagno: meno dello 0,1%
- stronzio: meno dello 0,3%
- zirconio: meno dello 0,3%
- titanio: meno dello 0,3%
- altri elementi: meno dello 0,05% ciascuno, e meno dello 0,15% in totale

### Argilla
Gli attrezzi di argilla non smaltata si usano perfino ai giorni nostri perché questo materiale naturale, che "respira", non ha analoghi. Il piatto preparato negli utensili di argilla ha un aroma specifico e un gusto raffinato. I piatti di pesce, carne e funghi e i porridge hanno un sapore particolare quando sono preparati con utensili di argilla. I vasi di argilla non si usano solo per preparare i piatti, ma anche per conservare i prodotti, perché questo materiale ha una caratteristica unica – regola la temperatura e l'umidità. Nel vaso di argilla cotta il latte si può conservare per 4 giorni e notti, le cipolle e l'aglio conservati in un tale vaso non marciscono, il prosciutto non diventa stantio e la farina e i cereali non vengono invasi dai vermi. Negli utensili di argilla il tè e il caffè mantengono la loro temperatura per molto tempo.
Una grande caratteristica della ceramica non smaltata è che l'argilla non entra in reazione con il cibo, non contiene sostanze tossiche ed è assolutamente sicuro prepararvi il cibo, perché mentre viene riscaldata non libera sostanze nocive per la salute. Ci sono parecchi tipi di attrezzi di ceramica e di terracotta, che sono fatti di argilla rossa e ceramica nera. Gli attrezzi di argilla per preparare gli alimenti possono essere usati nei forni elettrici, nei forni a microonde e nelle stufe, e possono essere posti anche nei caminetti. Non è però consigliabile mettere l'utensile di argilla direttamente nel forno alla temperatura di 220-250 °C, perché si romperà. Non è raccomandabile porre il vaso di argilla su un fuoco all'aperto. Gli utensili di argilla non gradiscono il brusco cambiamento di temperatura. I piatti preparati nei vasi di argilla vengono ad essere particolarmente morbidi e succulenti – questo si deve alla superficie porosa dell'argilla. A causa di questa caratteristica, infatti, gli attrezzi di argilla assorbono l'aroma e il grasso. Il caffè fatto nelle caffettiere di argilla è molto aromatico, ma tali vasi hanno bisogno di particolare attenzione. Non è consigliabile pulire i vasi strofinandoli con pagliette di metallo, è meglio versare soda nel vaso e lasciarla agire e dopo lavare il vaso con acqua calda. Gli attrezzi di argilla devono essere tenuti in un luogo asciutto, in modo che non prendano umidità.

## Diversità e utilità

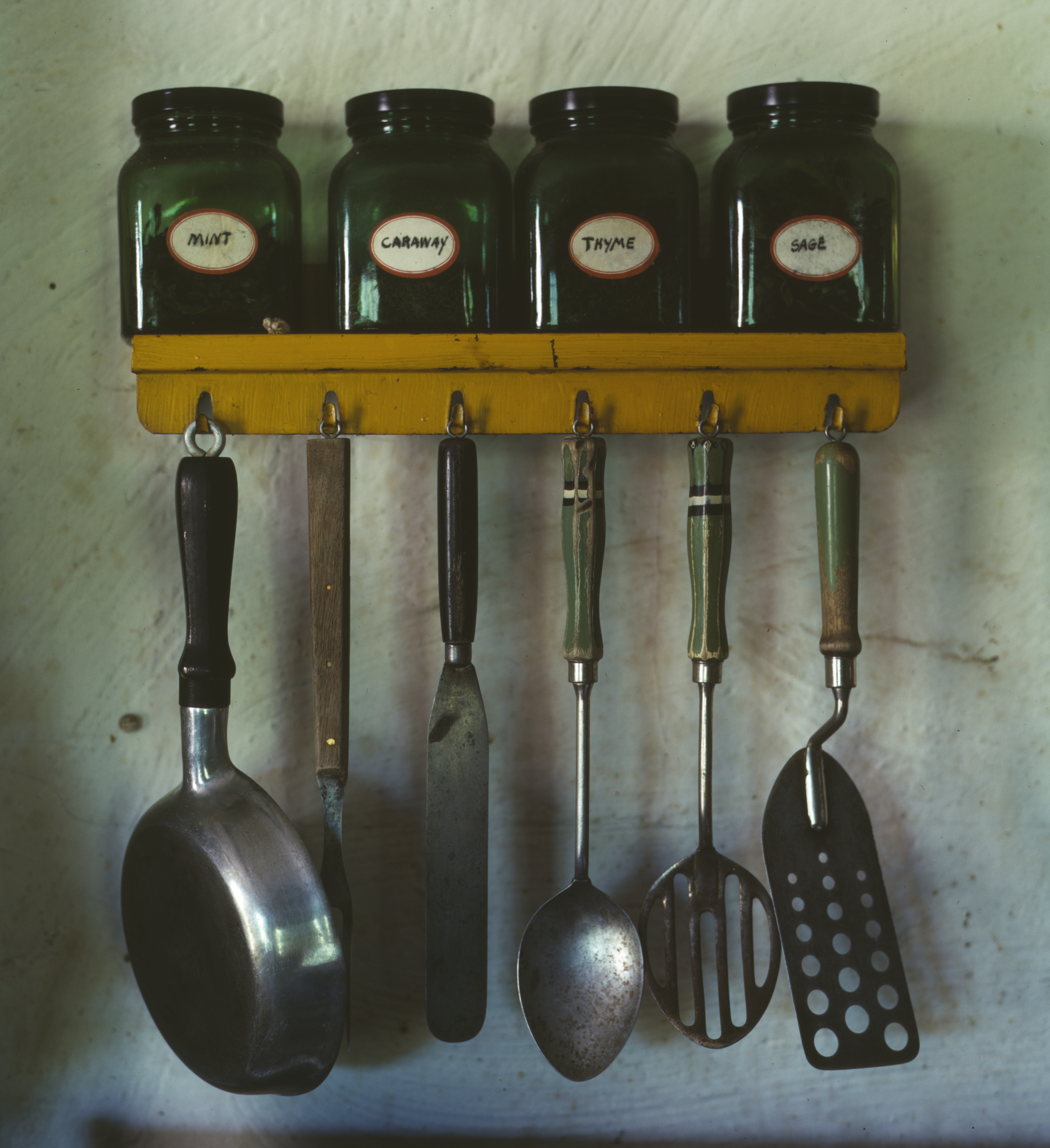
Vari utensili da cucina. In alto: Uno scaffale per le spezie con barattoli di menta, cumino dei prati, timo e salvia. Più in basso: appesi ai ganci; un padellino, una forchetta per la carne, una spatola per il ghiaccio, un cucchiaio intero, un cucchiaio fessurato e una spatola perforafa.

### Prima del XIX secolo
"Degli utensili culinari degli antichi", scriveva Mrs Beeton, "la nostra conoscenza è molto limitata; ma poiché l'arte di vivere, in ogni paese civile, è quasi la stessa, gli strumenti per cucinare devono, in grande misura, avere una straordinaria somiglianza tra loro".
Archeologi e storici hanno studiato gli utensili da cucina usati nei secoli passati. Ad esempio: nei villaggi e nelle città mediorientali della metà del primo millennio d.C., le fonti storiche e archeologiche registrano che le famiglie ebraiche avevano generalmente tazze graduate di pietra, un meyḥam (un recipiente a collo lungo per riscaldare l'acqua), un kederah (una pentola panciuta senza coperchio), un ilpas (un tipo di recipiente simile a un tegame/casseruola usato per cuocere in umido e al vapore), yorah e kumkum (vasi per riscaldare l'acqua), due tipi di teganon (padella per friggere) per frittura profonda e superficiale, un iskutla (un piatto da portata di vetro), un tamḥui (una tazza da portata di ceramica), un keara (una tazza per il pane), un kiton (una borraccia di acqua fredda usata per diluire il vino) e un lagin (una caraffa per il vino).
La proprietà e i tipi di attrezzi da cucina variavano da famiglia a famiglia. Sopravvivono registri di inventari di utensili da cucina da Londra nel XIV secolo, in particolare i registri dei beni riportati nei verbali del coroner. Pochissime persone possedevano un qualche utensile da cucina. Infatti si registrano solo sette criminali condannati che ne avessero qualcuno. Si registra che uno di loro, un omicida del 1339, possedesse solo un utensile da cucina: un vaso di ottone (uno dei più comuni utensili da cucina elencati nei registri) valutato tre scellini. Similmente, in Minnesota nella seconda metà del XIX secolo, risulta che John North si fosse fatto "un bello spianatoio vero e un mattarello" per sua moglie; si registra che un soldato avesse fatto riforgiare una baionetta della Guerra civile, da un fabbro, in un coltello per il pane; mentre risulta che una famiglia di immigranti svedesi avesse portato con sé "solidi coltelli, forchette e cucchiai d'argento [...] Quantità di utensili di rame e ottone lucidati fino a farli diventare come specchi appesi in file".

### Crescita del XIX secolo

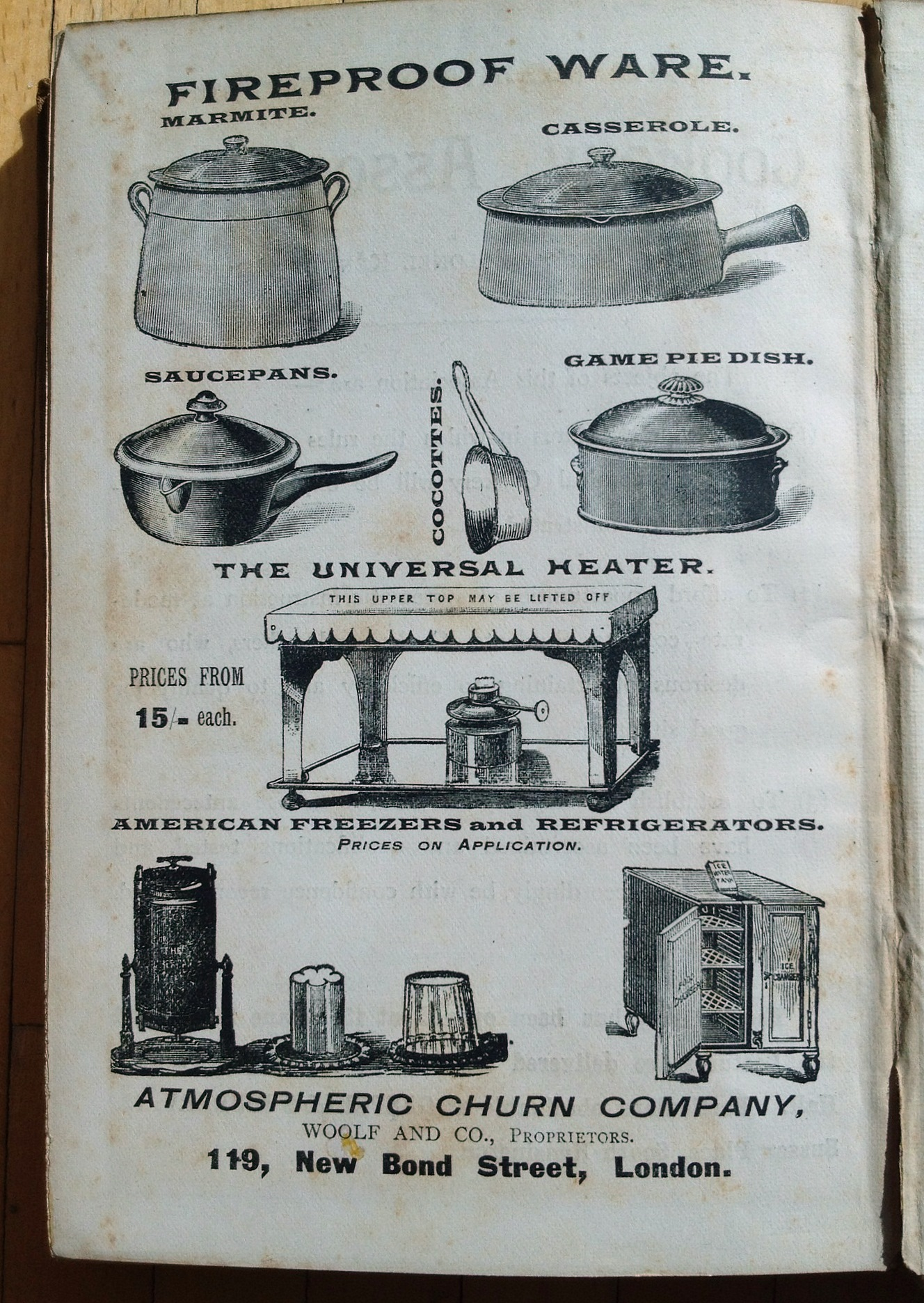
I moderni oggetti da cucina refrattari nel 1894

Il XIX secolo, particolarmente negli Stati Uniti, vide un'esplosione nel numero di utensili da cucina disponibili sul mercato, con molti strumenti che facevano risparmiare lavoro inventati e brevettati durante tutto il secolo. Cook Book and Marketing Guide (Libro di cucina e guida ai mercati) di Maria Parloa elencava un minimo di 139 utensili da cucina senza i quali una cucina contemporanea non sarebbe stata adeguatamente equipaggiata. Parloa scriveva che "la casalinga troverà [che] c'è continuamente qualcosa di nuovo da comprare".
Una crescita nella gamma di utensili da cucina disponibili si può rintracciare attraverso la crescita nella gamma di utensili raccomandati all'aspirante massaia nei libri di cucina via via che il secolo progrediva. All'inizio del secolo, nel 1828, Frances Byerley Parkes aveva raccomandato un più piccolo assortimento di utensili. Verso il 1858, Elizabeth H. Putnam, in Mrs Putnam's Receipt Book and Young Housekeeper's Assistant (Il libro di ricette di Mrs Putnam e l'assistente della giovane massaia), scriveva nel presupposto che i suoi lettori avessero la "solita quantità di utensili", alla quale ella aggiungeva una lista di articoli necessari:
(Putnam 1858, p. 318)
Mrs Beeton, nel suo Book of Household Management, scriveva:
(Isabella Mary Beeton, The Book of Household Management)
| 1 bollitore per il tè | 6s. 6d. | 1 scolapasta                      | 1s. 6d.  | 1 barattolo spargifarina          | 1s. 0d.         |
| 1 forchettone per tostare | 1s. 0d. | 3 casseruole di stagno            |          | 3 ferri da stiro                  | 3s. 6d.         |
| 1 grattugia per il pane | 1s. 0d. |                                   | 5s. 9d.  | 2 padelle                         | 4s. 0d.         |
| 1 paio di recipienti di ottone |         | 5 casseruole di ferro             | 12s. 0d. | 1 griglia                         | 2s. 0d.         |
| Candelieri | 3s. 6d. | 1 come sopra con pentola a vapore |          | 1 barattolo per la mostarda       | 1s. 0d.         |
| 1 teiera con vassoio | 6s. 6d. |                                   | 6s. 6d.  | 1 saliera                         | 8d.             |
| 1 cric a bottiglia | 9s. 9d. | paiolo grande                     |          | 1 pepiera                         | 6d.             |
| 6 cucchiai | 1s. 6d. |                                   | 10s. 0d. | 1 mantice                         | 2s. 0d.         |
| 2 candelieri | 2s. 6d. | 4 tegami per stufato di ferro     | 8s. 9d.  | 3 stampi per gelatina             | 8s. 0d.         |
| 1 scatola per candele | 1s. 4d. | 1 leccarda                        |          | 1 cestino per posate              | 5s. 6d.         |
| 6 coltelli & forchette | 5s. 3d. | Banco                             | 6s. 6d.  | 1 tostaformaggio                  | 1s. 10d.        |
| 2 serie di spiedi | 1s. 0s. | 1 paletta per la spazzatura       | 1s. 0d.  | 1 pala per il carbone             | 2s. 6d.         |
| 1 Mannarino | 1s. 9d. | 1 spatola per il pesce e le uova  |          | 1 trafila per tritacarne di legno |                 |
| 1 setaccio per cenere | 1s. 3d. |                                   | 1s. 9d.  |                                   | 30s. 0d.        |
| 1 macchina da caffè | 2s. 3d. | 2 pesciere                        | 10s. 0d. |                                   |                 |
| |         |                                   |          | Il servizio                       | £8 11s. 1d. (*) |
| (*) Nota: £ = sterlina; s. = scellino (moneta britannica in uso fino al 1971, equivalente a 1/20 di sterlina o a 12 pence); d. = penny "pre-decimale" (ossia anteriore al 1971, quando il Regno Unito adottò il sistema decimale dividendo la sterlina in 100 pence, invece dei 240 pence di prima. Il simbolo del nuovo penny "decimale" è "p.") |         |                                   |          |                                   |                 |
La Parloa, nel suo libro di cucina del 1880, impiegava due pagine per elencare tutti gli utensili da cucina essenziali per una cucina ben fornita, una lista che arriva a 93 distinti tipi di articolo. L'edizione del 1882 arrivava a 20 pagine che illustravano e descrivevano i vari utensili per una cucina ben fornita. Sarah Tyson Rorer's 1886 Philadelphia Cook Book Rorer 1886 elencava più di 200 utensili che avrebbe dovuto avere una cucina ben fornita.

### Gli attrezzi "che fanno risparmiare lavoro" generano più lavoro
Tuttavia, molti di questi attrezzi erano costosi e non alla portata della maggioranza delle padrone di casa. Alcune persone non li consideravano neanche necessari. James Frank Breazeale condannò l'esplosione di strumenti brevettati "che fanno risparmiare lavoro" per la cucina moderna — promossi nelle esposizioni e pubblicizzati nelle "Guide per la casa" all'inizio del XX secolo —, dicendo che "il modo migliore per una casalinga di pelare una patata, ad esempio, è alla vecchia maniera, con un coltello, e non con un pelapatate brevettato". Breazeale difendeva la semplicità rispetto a macchine lavastoviglie "che avrebbero fatto onore a un albergo di medie dimensioni", e notava che gli utensili da cucina più utili erano "le semplici ed economiche piccole comodità che riescono a inserirsi in ogni uso quotidiano", dando esempi di utensili che erano semplici e a buon mercato, ma indispensabili una volta ottenuti e usati, come una spazzola rigida per pulire le casseruole, un filtro per lavandini per impedire agli scarichi di otturarsi e un comune cucchiaio di legno.
Gli attrezzi "che fanno risparmiare lavoro" non facevano neanche risparmiare necessariamente lavoro. Sebbene l'avvento di strumenti di misura standardizzati prodotti in serie permettesse perfino alle padrone di casa con poche o nessuna abilità culinaria di seguire le ricette e ottenere alla fine il risultato desiderato e l'avvento di molti utensili consentisse la cottura "moderna", su una stufa o un fornello tradizionale piuttosto che vicino al pavimento con un camino, tali utensili contribuirono anche ad elevare le aspettative di ciò che le famiglie avrebbero mangiato. Perciò, benché il cibo fosse più facile da preparare e cucinare, ci si aspettava al tempo stesso che le normali casalinghe preparassero e cucinassero pasti più complessi e più difficili da preparare in modo regolare. L'effetto di far risparmiare lavoro degli attrezzi era annullato dall'aumentato lavoro richiesto per quella che finiva per essere considerata come la norma culinaria della famiglia media.